# ZAKSA 2015-2016
Questa voce raccoglie le informazioni riguardanti lo ZAKSA nelle competizioni ufficiali della stagione 2015-2016.

## Organigramma societario
Area direttiva
- Presidente: Sebastian Świderski

Area tecnica
- Allenatore: Sebastian Świderski
- Allenatore in seconda: Oskar Kaczmarczyk

## Rosa
| N° | Nome              | Ruolo | Data di nascita  | Nazionalità sportiva |
| -- | ----------------- | ----- | ---------------- | -------------------- |
| 1  | Paweł Zatorski    | L     | 21 giugno 1990   | Polonia              |
| 2  | Kévin Tillie      | S     | 2 novembre 1990  | Francia              |
| 4  | Krzysztof Rejno   | C     | 20 febbraio 1993 | Polonia              |
| 6  | Dawid Konarski    | O     | 31 agosto 1989   | Polonia              |
| 7  | Rafał Buszek      | S     | 28 aprile 1987   | Polonia              |
| 8  | Jurij Hladyr      | C     | 8 luglio 1984    | Polonia              |
| 9  | Łukasz Wiśniewski | C     | 3 febbraio 1989  | Polonia              |
| 10 | Sławomir Stolc    | S     | 23 gennaio 1993  | Polonia              |
| 11 | Kamil Semeniuk    | S     | 16 luglio 1996   | Polonia              |
| 12 | Grzegorz Bociek   | O     | 6 giugno 1991    | Polonia              |
| 14 | Grzegorz Pająk    | P     | 1º gennaio 1987  | Polonia              |
| 15 | Sam Deroo         | S     | 24 aprile 1992   | Belgio               |
| 16 | Benjamin Toniutti | P     | 30 ottobre 1989  | Francia              |
| 17 | Patryk Czarnowski | C     | 1º novembre 1985 | Polonia              |
| 18 | Korneliusz Banach | L     | 25 gennaio 1994  | Polonia              |